# ペンシル・パッキン・パパ
『ペンシル・パッキン・パパ』（Pencil Packin' Papa）は、アメリカ合衆国のジャズ・ピアニスト、ホレス・シルヴァーが1994年に録音・発表したスタジオ・アルバム。

## 背景
コロムビア・レコード移籍後としては2作目のアルバムで、最終的には本作をもって同社との契約が終了した。全曲とも6人編成のブラス・セクションが参加し、また、テナー・サクソフォーン奏者4人がソロイストとして迎えられたのに加えて、収録曲のうち4曲ではO・C・スミスのボーカルがフィーチャーされた。「マイ・マザーズ・ワルツ」はシルヴァーの母、「レッド・ビーンズ・アンド・ライス」はルイ・アームストロング、「ブルース・フォー・ブラザー・ブルー」は、かつてシルヴァーのグループで活動していたブルー・ミッチェルに捧げられた曲である。

## 評価
スコット・ヤナウはオールミュージックにおいて5点満点中4点を付け「シルヴァーのピアノ・ソロは、いつも通り刺激的かつ独創的で、音楽活動を始めてから40年以上の時を経ても、全く情熱が失われていない」と評している。また、『CDジャーナル』のミニ・レビューでは「前作同様時代を超越したファンキー路線」と評されている。

## 収録曲
全曲ともホレス・シルヴァー作。1. 4. 5. 7. 9. 10.はインストゥルメンタル。
1. ペンシル・パッキン・パパ - "Pencil Packin' Papa" - 5:48
2. アイ・ゴット・ザ・ダンシン・ブルース - "I Got the Dancin' Blues" - 7:09
3. ソウル・メイツ - "Soul Mates" - 6:50
4. アイ・ニード・マイ・ベイビー - "I Need My Baby" - 7:02
5. マイ・マザーズ・ワルツ - "My Mother's Waltz" - 6:10
6. レッド・ビーンズ・アンド・ライス - "Red Beans and Rice" - 7:21
7. ブルース・フォー・ブラザー・ブルー - "Blues for Brother Blue" - 8:13
8. レット・イット・オール・ハング・アウト - "Let It All Hang Out" - 4:56
9. セニョール・ブルース - "Señor Blues" - 6:58
10. ビバ・アモール - "Viva Amour" - 6:00

## 参加ミュージシャン
- ホレス・シルヴァー - ピアノ
- O・C・スミス - ボーカル(on #2, #3, #6, #8)
- レッド・ホロウェイ（英語版） - テナー・サクソフォーン・ソロ(on #1, #2, #4, #6, #8, #9, #10)
- エディ・ハリス - テナー・サクソフォーン・ソロ(on #1, #9)
- ジェームス・ムーディ - テナー・サクソフォーン・ソロ(on #4, #10)
- リッキー・ウッダード（英語版） - テナー・サクソフォーン・ソロ(on #7, #8)
- オスカー・ブラッシャー、ロン・スタウト、ジェフ・バーネル - トランペット、フリューゲルホルン
- スゼット・モリアーティ - フレンチホルン
- ジョージ・ボハノン（英語版） - トロンボーン
- モーリス・スピアーズ - バストロンボーン
- ボブ・メイズ - ベース
- カール・バーネット - ドラムス